# ダーネル・ワシントン
ダーネル・アーネスト・ワシントン（Darnell Ernest Washington, 2001年8月17日 - ）は、アメリカ合衆国ネバダ州ラスベガス出身のアメリカンフットボール選手。NFLのピッツバーグ・スティーラーズでプレーしている。ポジションはタイトエンド。

## 経歴

### カレッジ
ジョージア大学に進学し、1年目の2020年シーズンは7レシーブ、166レシーブ獲得ヤードを記録した。
2021年シーズンは145レシーブ獲得ヤード、1つのレシービングTDを記録した。アラバマ大学とのSECチャンピオンシップでキャリア初となるタッチダウンを記録した。このシーズンは足の手術を受けた影響で8試合の出場に留まった。チームはCFPナショナルチャンピオンシップで優勝した。
2022年シーズンは28レシーブ、454レシーブ獲得ヤード、2つのレシービングTDを記録し、オールSECセカンドチームに選出された。また、チームはCFPナショナルチャンピオンシップで連覇を成し遂げた。シーズン終了後、2023年のNFLドラフトにアーリーエントリーした。
| シーズン | 試合 | レシーブ | レシーブ | レシーブ | レシーブ |
| シーズン | GP   | Rec      | Yards    | Avg      | TD       |
| -------- | ---- | -------- | -------- | -------- | -------- |
| 2020     | 4    | 7        | 166      | 23.7     | 0        |
| 2021     | 8    | 10       | 154      | 15.4     | 1        |
| 2022     | 15   | 28       | 454      | 16.2     | 2        |
| 通算     | 27   | 45       | 774      | 17.2     | 3        |